# Лемп, Якоб
Якоб Лемп (нем. Jacob Lemp; между 1460 и 1470, Штайнхайм-ан-дер-Мурр — 2 апреля 1532, Тюбинген) — немецкий богослов, переводчик, педагог и юрист, доктор богословия и канонического права. Противник Лютера.

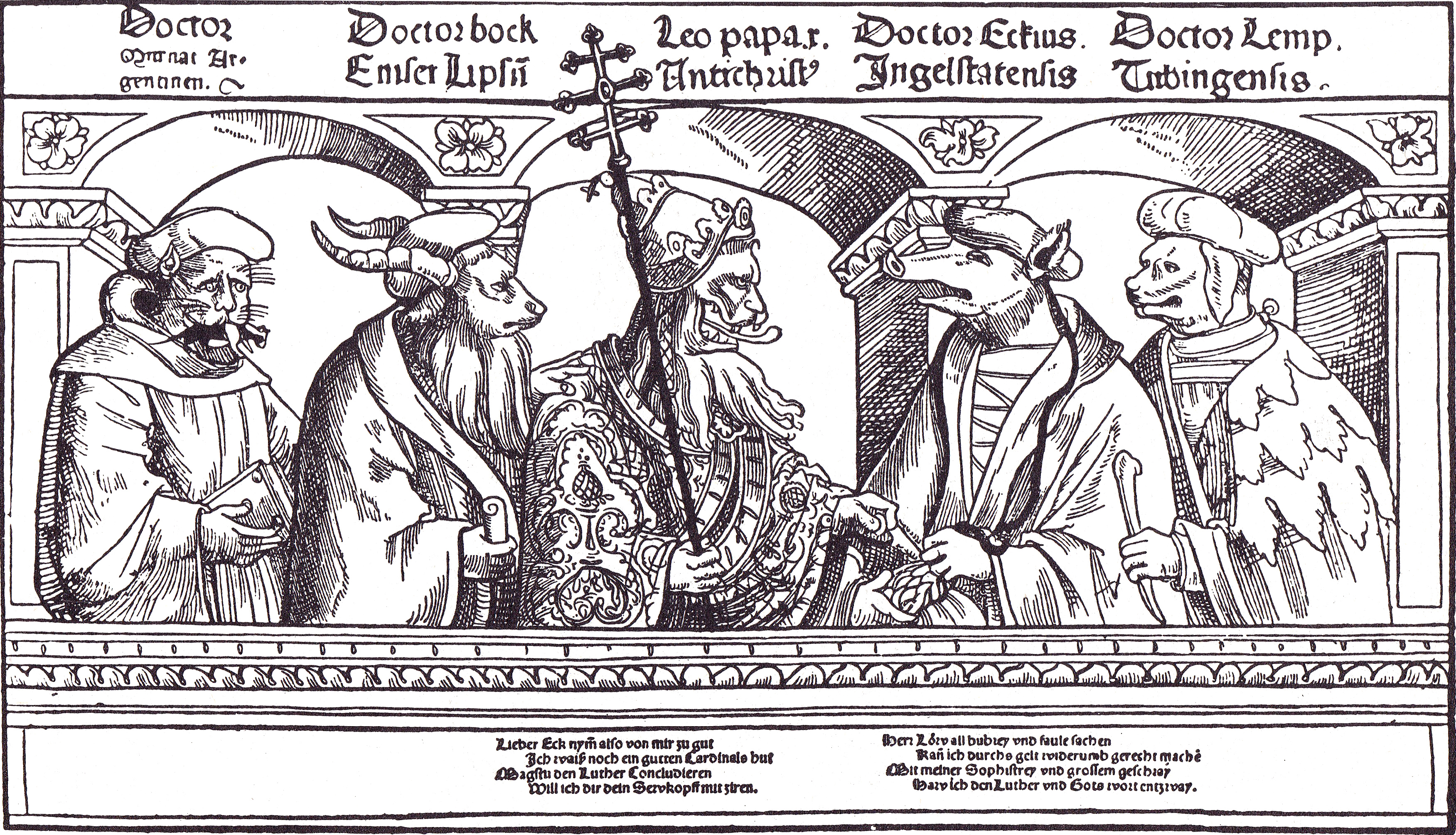
Сатирическое изображение противников Мартина Лютера. Ксилография листовки во время римского суда с насмешливыми масками животных: крайний слева францисканец Томас Мурнер в образе кота, рядом с ним теолог Иероним Эмзер в образе козла. В качестве льва в центре картины Папа Лев X обозначен как Антихрист, справа ингольштадтский профессор богословия Йоганн Экк в виде свиньи и тюбингенский профессор богословия Якоб Лемп в виде собаки. Подпись гласит, что Лев X обещает Экку шапку кардинала и деньги в обмен на то, что Экк сокрушит Лютера

Окончил Университет Тюбингена и позже преподавал в нём с 1482 года до своей смерти в 1532 году. В 1483 году получил степень бакалавра, в 1486 — степень магистра, в 1494 году стал деканом художественного факультета и ректором, с 1500 года — доктор богословия и канонического права. За это время работы в университете одиннадцать раз занимал должность ректора. Философ и гуманист Иоганн Рейхлин посвятил ему свое издание семи покаянных псалмов в 1512 году и согласился сопровождать его в 1513 году в качестве советника в юридическом споре перед церковным судом в Майнце.
После Я. Лемпа не сохранилось никаких сочинений. Иоганн Экк считал его самым известным своим учеником.